# The Sphere
Ne doit pas être confondu avec The Sphere (magazine).
The Sphere (en français : « la sphère »), appelée à l'origine Große Kugelkaryatide (« la grande cariatide sphérique »), est une sculpture métallique monumentale créée par le sculpteur allemand Fritz Koenig et située au Liberty Park dans le World Trade Center, dans l'arrondissement de Manhattan à New York (États-Unis). Elle se trouvait autrefois au milieu de l'Austin J. Tobin Plaza, la place située aux pieds des tours jumelles du World Trade Center, puis dans Battery Park à titre temporaire.
Récupérée parmi les décombres des bâtiments du complexe après les attentats du 11 septembre 2001, l'œuvre d'art avait été démontée et remisée.
Six mois après l'attentat, et à la suite d'un film documentaire, elle est transférée à Battery Park sur un site base temporaire, sans aucune réparation, et formellement inaugurée de nouveau avec, attenante, une flamme éternelle en guise de mémorial pour les victimes du 11-Septembre, en attendant le mémorial du World Trade Center. L'œuvre est ainsi massivement visitée, du fait qu'elle ait survécu aux attaques, avec uniquement quelques bosses et trous dans sa structure.

## La sculpture
La sculpture, d'une hauteur de 762 cm, est composée d'un assemblage de 52 segments de bronze. Fritz Koenig, son concepteur, a estimé qu'il s'agissait pour lui de son « plus grand enfant ». Elle a été assemblée à Brême, en Allemagne, avant d'être livrée à Lower Manhattan. L'œuvre d'art était destinée à symboliser la paix dans le monde par le commerce mondial, et a été placé au centre d'un anneau de fontaines et d'autres touches décoratives conçues par l'architecte du complexe commercial, Minoru Yamasaki, pour imiter la grande mosquée de La Mecque, Masjid al-Haram, dans laquelle La sphère s'élevait à l'endroit de la Kaaba.

### Mise en place au World Trade Center

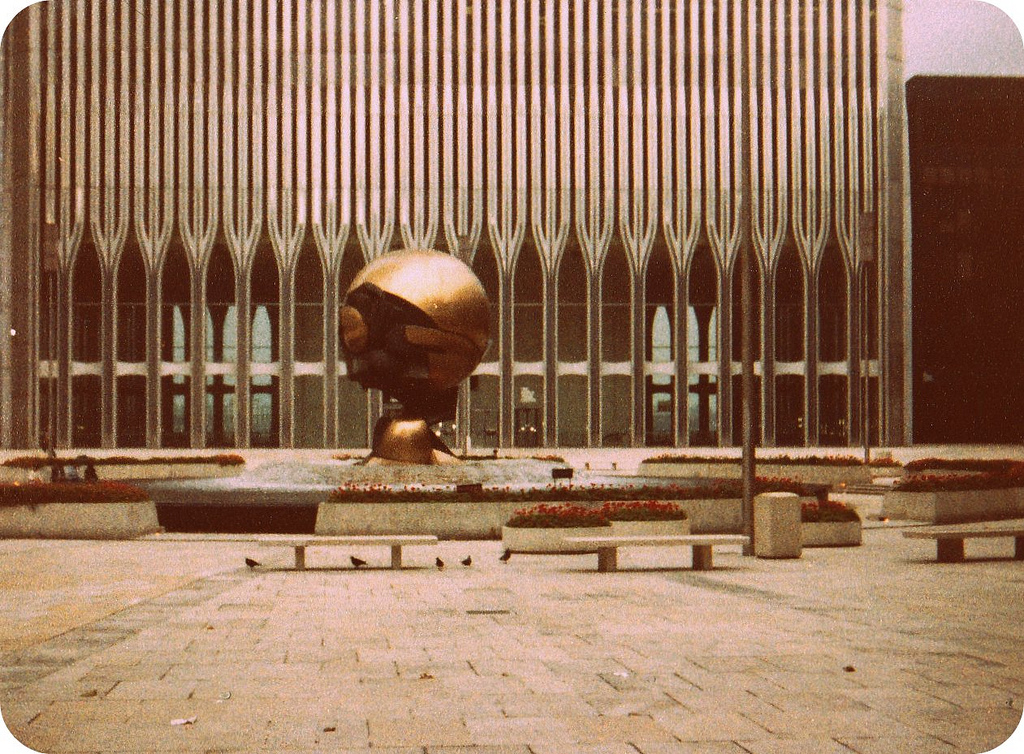
La sphère de Fritz Koenig, au centre de la place du World Trade Center, en 1979.

L'œuvre a été commandée par le propriétaire du World Trade Center, la Port Authority of New York and New Jersey, en 1966, avant le début des travaux du complexe. Si le choix initial de l'autorité portuaire se portait sur le projet de Henry Moore, celui de Koenig a été choisi après que l'architecte Minoru Yamasaki ait vu une partie de son travail à la galerie Stämpfli à Manhattan.
Koenig a commencé à concevoir la sculpture en 1967, dans sa grange en Bavière, tandis que le World Trade Center commençait à prendre forme ; celle-ci a été terminée quatre ans plus tard, à temps pour l'ouverture des tours. Officiellement intitulé, de l'allemand, Große Kugelkaryatide (« La Grande cariatide sphérique ») par l'artiste, les New-Yorkais la surnomme très vite The Sphere (« La sphère »), plus facile à retenir.
La structure tournait sur elle-même une fois toutes les 24 heures, et sa base était devenue un endroit populaire pour déjeuner pour les travailleurs du centre de commerce, les jours où le temps était clément.

### Post-11 septembre

#### Un sort incertain

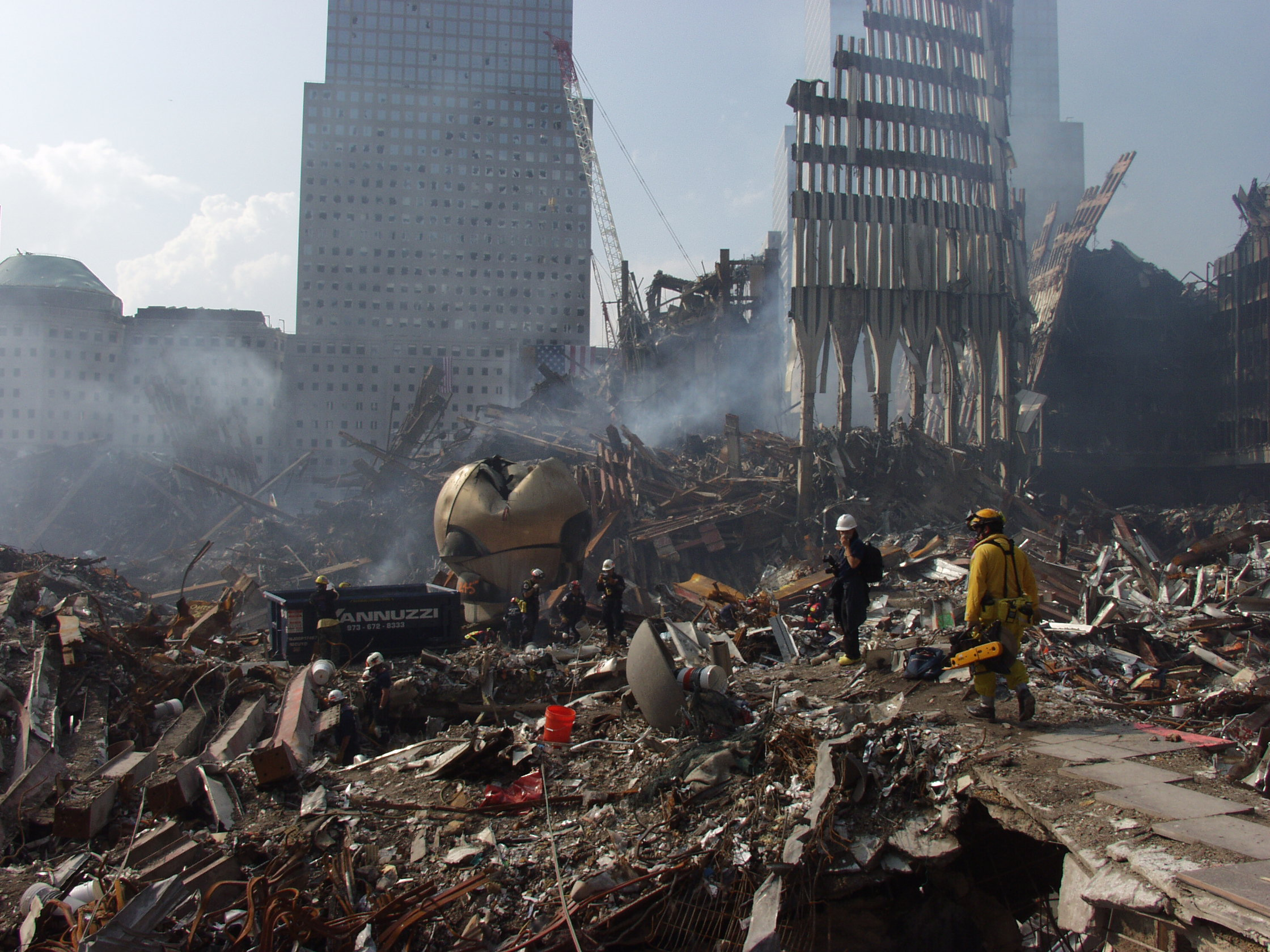
Le globe métallique, au milieu des gravats du complexe, quelques jours après les attentats du 11 septembre 2001.

Après les attaques terroristes survenues le 11 septembre 2001 contre le World Trade Center, entraînant l'effondrement complet des deux tours et l'anéantissement total du complexe, lors du déblaiement des gravats, la sculpture a été démontée et envoyée en stockage dans un entrepôt accueillant les débris, près de l'aéroport international John-F.-Kennedy. Son extraction avait été largement couverte par les médias locaux.
Comme il s'agissait d'un élément mémorable du site des tours jumelles, de nombreuses discussions sont survenues quant à son utilisation comme mémorial, d'autant plus que la sculpture semblait avoir traversé les attaques presque indemne.
Le réalisateur allemand Percy Adlon, qui avait auparavant consacré deux films à Fritz Koenig, élabore le documentaire Koenigs Kugel (« La sphère de Koenig ») à un moment où le sort de la sculpture était encore incertain. Dans ce film, l'artiste et le réalisateur visitent le site de Ground Zero, cinq semaines après les attentats, le sculpteur racontant de nouveau l'histoire de sa création. Dans un premier temps, Koenig était opposé à une réinstallation de La sphère, considérant qu'il s'agissait là d'« un beau cadavre ».

#### Utilisation comme mémorial temporaire des attaques

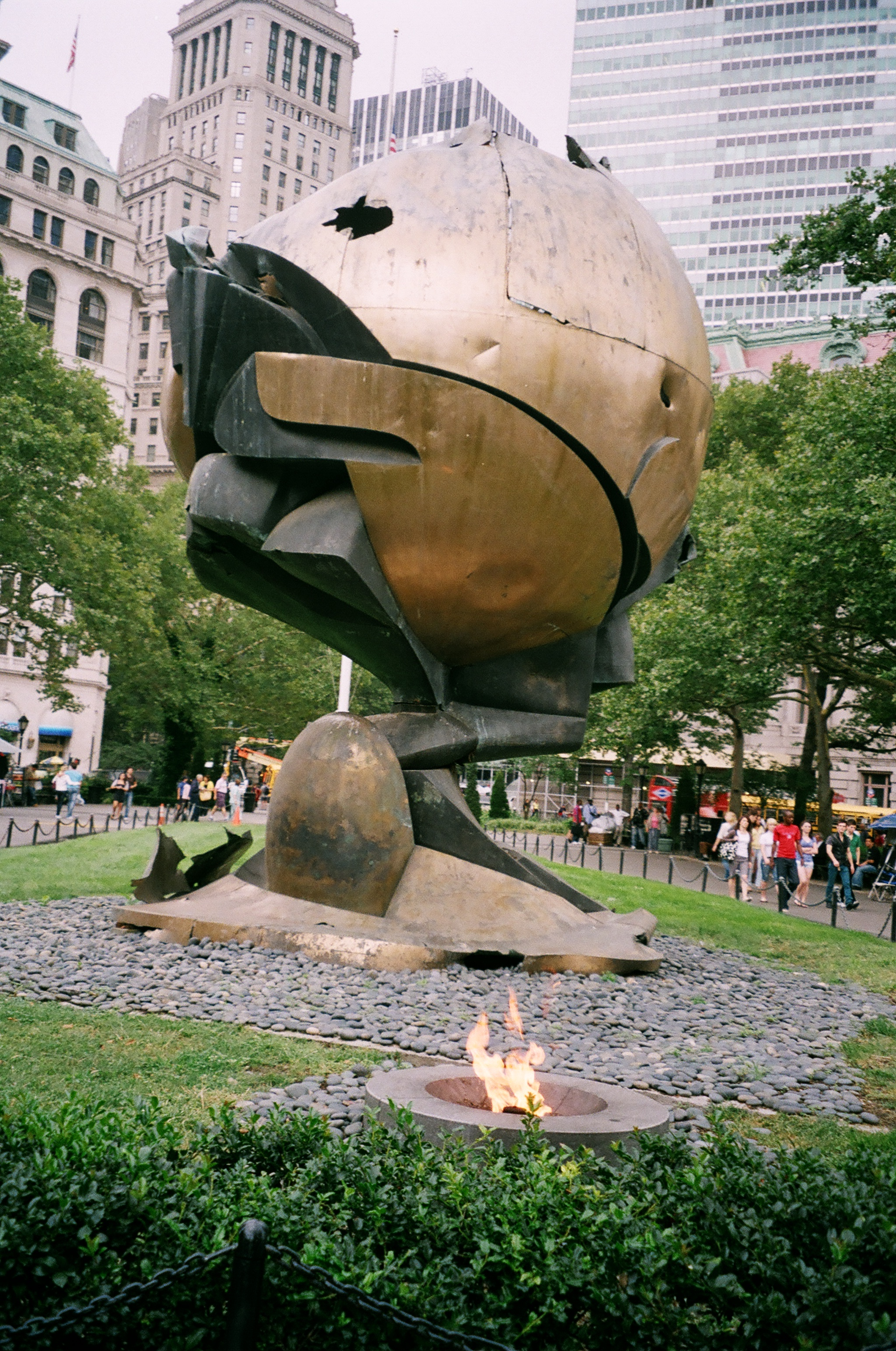
La sphère avec sa flamme éternelle à Battery Park.

La sculpture est finalement revenue sur l'île de Manhattan, et le 11 mars 2002, six mois jour pour jour après les attentats, fut érigée à Battery Park, à proximité du Hope Garden, à quelques centaines de mètres de l'endroit où elle se trouvait autrefois. Fritz Koenig lui-même a supervisé les travaux ; il a fallu quatre ingénieurs et quinze ouvriers métallurgistes pour créer une nouvelle base à l'œuvre. Le maire de la ville, Michael Bloomberg, son prédécesseur, Rudolph Giuliani (en poste au moment des attaques) et d'autres responsables locaux rappelèrent, lors de la cérémonie d'inauguration, qu'elle était désormais destinée à être un mémorial pour les victimes.
Pour Koenig, « c'était une sculpture, maintenant c'est un monument », évoquant au passage la façon dont le globe de métal relativement fragile avait survécu au cataclysme. « Elle a maintenant une autre beauté, celle que je n'aurais jamais pu imaginer, elle a sa vie propre — différente de celle que je lui ai donnée. »
À son ancien emplacement de Battery Park, une plaque commémorative annonçait :
« Pendant trois décennies, cette sculpture était sur la place du World Trade Center. Intitulée « La sphère », elle a été conçue par l'artiste Fritz Koenig comme un symbole de paix dans le monde. Elle a été endommagée durant les événements tragiques du 11 septembre 2001, mais reste un symbole d'espoir et de l'esprit indestructible de ce pays. La sphère a été placée ici le 11 mars 2002 en tant que monument commémoratif temporaire pour tous ceux qui ont perdu la vie dans les attaques terroristes contre le World Trade Center.

Cette flamme éternelle a été allumée le 11 septembre 2002, en l'honneur de tous ceux qui ont disparu. Leur esprit et leur sacrifice ne sera jamais oublié,. »
Une pétition en ligne, initiée par les familles de victimes du 11-Septembre, réclamant le retour de la Sphère sur son lieu d'origine, et donc le mémorial sur l'ancien site du World Trade Center, avait récolté des milliers de signatures en 2011. Mais les représentants du mémorial ont annoncé qu'ils ne voulaient voir aucun artefact des attentats encombrer les 8 hectares du Memorial Plaza, autour des deux bassins rappelant les Twin Towers. Malgré tout, Liberty Park ne faisant pas partie du site du mémorial, La sphère pouvait à terme s'y trouver.

#### Déménagement à Liberty Park

Le Liberty Park, au sud du mémorial et jouxtant le nouveau WTC 5, lieu d'aménagement de l'œuvre de Koenig.

Après des années de débat, et peu de temps après l'ouverture du Liberty Park en Juin 2016, la sculpture est finalement réexpédiée au niveau du site du World Trade Center le soir du 16 août 2017, emplacement qu'elle avait occupé naguère, il y'a presque 16 années de cela. La Port Authority of New York and New Jersey se chargea du transfert.